# After We Collided
After We Collided és una pel·lícula de drama romàntic dels Estats Units de 2020 dirigida per Roger Kumble i protagonitzada per Josephine Langford i Hero Fiennes Tiffin. Està basada en la novel·la homònima d'Anna Todd i és la seqüela d'After (2019).
Es va estrenar als cinemes catalans el 4 de setembre de 2020.

## Argument
La Tessa es pregunta si el Hardin és realment el noi profund i reflexiu de qui es va enamorar bojament, o si ha estat un estrany tot el temps. Ella vol allunyar-se'n, però no és tan fàcil. Quan la Tessa, que fins ara s'ha centrat en els seus estudis, comença a treballar com a becària a Vance Publishing, coneix el Trevor, un nou i atractiu company de feina que és exactament el tipus de persona amb la qual hauria d'estar. El Hardin, mentrestant, sap que va cometre un error, possiblement el més gran de la seva vida, i vol corregir els seus errors i vèncer els seus dimonis. No perdrà la Tessa sense lluitar.

## Repartiment
- Josephine Langford com a Tessa Young
- Hero Fiennes Tiffin com a Hardin Scott
  - John Jackson Hunter com a Hardin de nen
- Louise Lombard com a Trish Daniels
- Dylan Sprouse com a Trevor Matthews
- Candice King com a Kimberly
- Charlie Weber com a Christian Vance
- Max Ragone com a Smith Vance
- Selma Blair com a Carol Young
- Shane Paul McGhie com a Landon Gibson
- Rob Estes com a Ken Scott
- Karimah Westbrook com a Karen Scott
- Samuel Larsen com a Zed Evans
- Khadijha Red Thunder com a Steph Jones
- Pia Mia com a Tristan
- Inanna Sarkis com a Molly Samuels
- Dylan Arnold com a Noah Porter

## Producció
El maig de 2019 es va confirmar que s'estava planejant una seqüela d'After amb Josephine Langford i Hero Fiennes Tiffin als seus papers de Tessa Young i Hardin Scott, respectivament.
El 4 d'agost es va anunciar que Roger Kumble en seria el director. L'endemà es va fer públic que Dylan Sprouse faria de Trevor, company de feina de Tessa. El 15 d'agost, Charlie Weber, Rob Estes, Louise Lombard, Candice King, Karimah Westbrook i Max Ragone es van unir al repartiment com a Christian Vance, Ken Scott, Trish, Kim, Karen i Smith, respectivament. Estes i Westbrook van substituir Peter Gallagher i Jennifer Beals com a Ken i Karen Scott, respectivament.
El rodatge va començar l'agost de 2019 a Atlanta (Geòrgia, Estats Units).